# الئوتروس
پاپ الئوتروس (به انگلیسی: Pope Eleuterus) یکی از پاپ‌های کلیسای کاتولیک رم بود که در نیکوپولی قبرس به دنیا آمد و بین سال‌های ۱۷۵ تا ۱۸۹ میلادی پاپ بود.